# انزال پس‌رونده
انزال پس‌رونده (انگلیسی: Retrograde ejaculation) زمانی اتفاق می‌افتد که مایع منی در هنگام انزال جنسی به جای پیشاب‌راه راهی مثانه شود. انزال پس‌رونده یکی از عوامل ناباروری مردان است.

## علائم و نشانه‌ها
از نشانه‌های این اختلال می‌توان به خروج اندک مایع منی و یا عدم خروج مایع منی از پیشاب‌راه در طی انزال و همچنین ادرار ابری پس از اوج لذت جنسی اشاره کرد.

## دلایل وقوع
انزال پس‌رونده ممکن است به یکی از دلایل زیر پیشامد کند:
1. اختلال دستگاه عصبی خودگردان یا اختلال نوروپاتی اتونومیک
2. عمل جراحی پروستات یا تراشیدن پروستات از راه مجرای ادرار
3. عوارض جانبی برخی داروها مانند تامسولوسین که برای درمان هایپرپلازی خوش‌خیم پروستات مورد استعمال قرار می‌گیرد، اتوموکستین و همچنین داروهای ضد روان‌پریشی و ضد افسردگی
4. ابتلا به دیابت